# 笑福亭和光
笑福亭 和光（しょうふくてい わこう、1972年4月14日 - ）は、日本の落語家である。落語芸術協会所属の真打。出囃子は『月光値千金』。定紋は五枚笹。本名∶亀田 仁弘。血液型はA型。

## 来歴
神奈川県厚木市出身で、栃木県立宇都宮北高等学校を卒業。社会人生活を送る。トラック運転士をしていたころに鶴光のラジオ番組を聞き、噺家を志す。
2002年2月、笑福亭鶴光に入門した。前座名「和光」。2007年4月の二ツ目を経て、2017年5月、昔昔亭桃之助と共に真打に昇進する。

## 演目
- 「ぜんざい公社」
- 「動物園」など[1]